# Буравчик

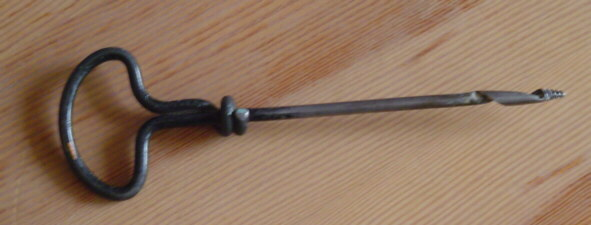
Буравчик

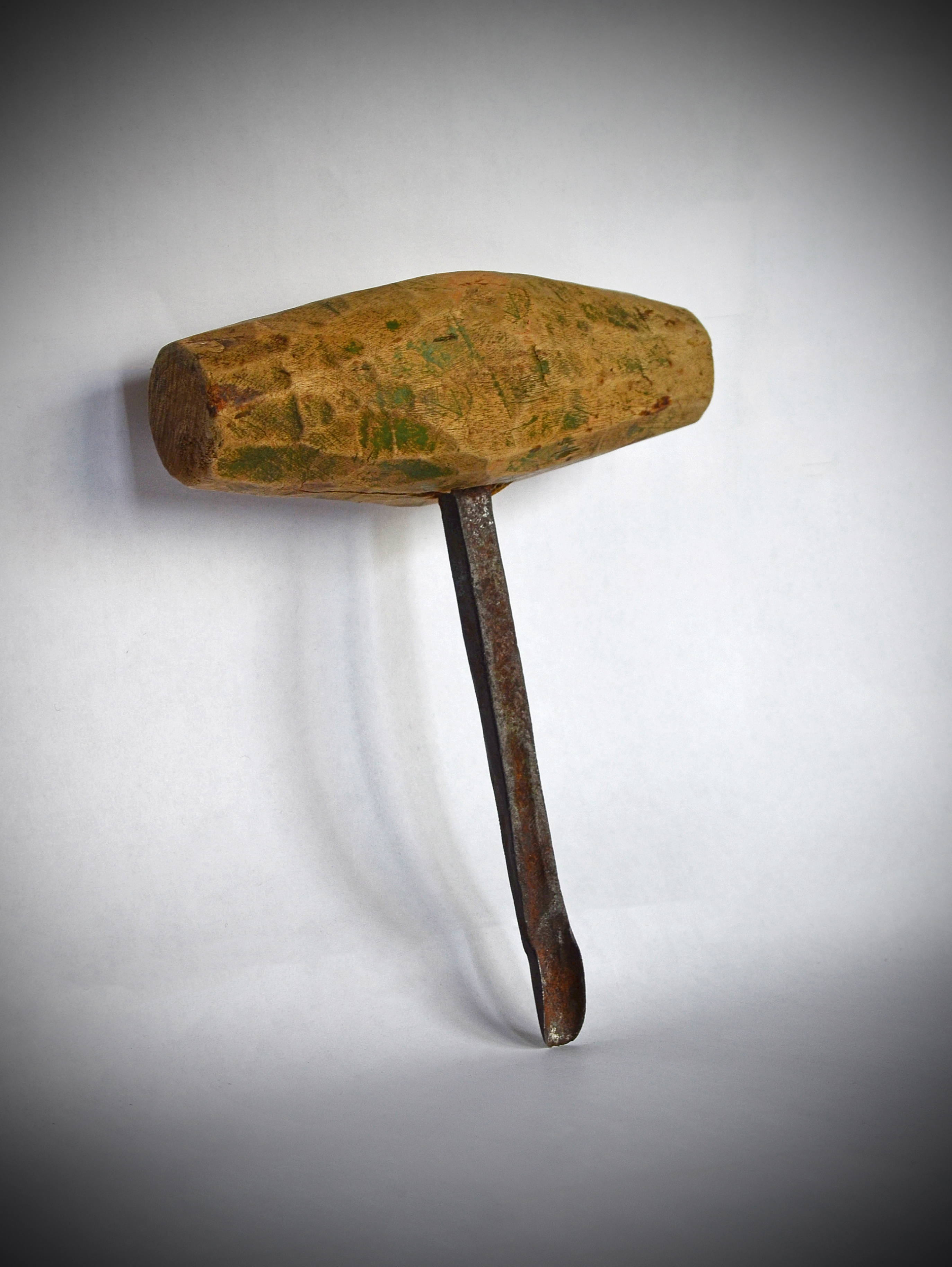
Буравчик. Рязанская губерния, XIX век.

Буравчик, звиртило, наверток — простейший плотницкий режущий инструмент для высверливания неглубоких отверстий диаметром от двух до 10 миллиметров в мягкой древесине.
Режущая кромка буравчика проходит по спирали вдоль его стержня. На конце — мелкая винтовая нарезка, благодаря которой буравчик ввинчивается в древесину при вращении. Буравчик плохо удаляет стружку, поэтому его приходится часто вынимать из просверливаемого отверстия во избежание раскалывания древесины.
Более сложный вид инструмента — бурав — винтовое сверло с ушком для ручки на верхнем конце, применяется для более глубокого сверления. Буравы, наравне со свёрлами, могут заправляться в патрон коловорота — инструмента для ручного высверливания отверстий.